# Endeavour-Programm
Das Endeavour-Programm ist eine Exzellenzinitiative der australischen Bundesregierung, die Partnerschaften in Wissenschaft und Forschung zwischen Australien und Drittländern fördern soll. Zu diesem Zweck vergibt das australische Wissenschaftsministerium (DEST) an internationale Bewerber in einem kompetitiven Auswahlverfahren leistungsbezogene Auszeichnungen. Insgesamt stehen jährlich 1,4 Milliarden AU$ für das Programm bereit. 
Die Endeavour-Auszeichnungen ermöglichen es führenden Wissenschaftlern, Studenten und Persönlichkeiten des öffentlichen Lebens, in Australien kurz- oder langfristige Aufenthalte zum Studium, zur Forschung oder persönlichen Entwicklung zu absolvieren. Das Programm ist interdisziplinär.